# Pulitzer-Preis 1967
Der Pulitzer-Preis 1967 war die 51. Verleihung des renommierten US-amerikanischen Literaturpreises. Es wurden Preise in 15 Kategorien im Bereich Journalismus und dem Bereich Literatur, Theater und Musik vergeben.
Die Jury des Pulitzer-Preises bestand aus 13 Personen, unter anderem Joseph Pulitzer, Enkel des Pulitzer-Preis-Stifters und Herausgeber des St. Louis Post-Dispatch und Grayson Kirk, Präsident der Columbia-Universität.

## Preisträger
| Kategorie                                                                                                   | Preisträger                                             | Begründung |
| --- | ------------------------------------------------------- | --- |
| Dienst an der Öffentlichkeit (Public Service)                                                               | Milwaukee Journal                                       | Preis verliehen für die Kampagne zur Verschärfung der Gesetzeslage gegen die Gewässerverschmutzung in Wisconsin.                                |
| Dienst an der Öffentlichkeit (Public Service)                                                               | Mitarbeiter des Louisville Courier-Journal              | Preis verliehen für die Kampagne zur Erhaltung von natürlichen Ressourcen im Bergbau in Kentucky.                                               |
| Allgemeine Lokalnachrichten oder Berichte von aktuellen Schauplätzen (Local General or Spot News Reporting) | Robert V. Cox, Chambersburg Public Opinion              | Preis verliehen für die Berichterstattung über die Verfolgung eines Scharfschützen in den Bergen, die mit der Tötung des Scharfschützen endete. |
| Lokaler investigativer Spezialjournalismus (Local Investigative Specialized Reporting)                      | Gene Miller, Miami Herald                               | Preis verliehen für die Untersuchung und Berichterstattung, die dazu beigetragen hat, dass zwei zu Unrecht Inhaftierte entlassen wurden.        |
| Berichterstattung im Inland (National Reporting)                                                            | Stanley Penn und Monroe Karmin, The Wall Street Journal | Preis verliehen für die Berichterstattung über die Zusammenhänge der organisierten Kriminalität in den USA und dem Glücksspiel auf den Bahamas. |
| Auslandsberichterstattung (International Reporting)                                                         | R. John Hughes, The Christian Science Monitor           | Preis verliehen für die Berichterstattung über den Putschversuch in Indonesien und die darauffolgende ethnische Säuberung.                      |
| Leitartikel (Editorial Writing)                                                                             | Eugene Patterson, The Atlanta Constitution              | Preis verliehen für Leitartikel im Laufe des Jahres.                                                                                            |
| Karikatur (Editorial Cartooning)                                                                            | Patrick B. Oliphant, The Denver Post                    | Preis verliehen für die Karikatur They Won't Get Us To The Conference Table...Will They?                                                        |
| Fotografie (Photography)                                                                                    | Jack R. Thornell, Associated Press                      | Preis verliehen für die Fotografien von James Meredith, nach dessen Verwundung durch einen Heckenschützen.                                      |

| Kategorie                                                   | Preisträger |
| ----------------------------------------------------------- | --- |
| Belletristik (Fiction)                                      | The Fixer (dt. Titel: Der Fixer) von Bernard Malamud                                                                |
| Theater (Drama)                                             | A Delicate Balance (dt. Titel: Empfindliches Gleichgewicht) von Edward Albee                                        |
| Geschichte (History)                                        | Exploration and Empire: The Explorer and the Scientist in the Winning of the American West von William H. Goetzmann |
| Biographie oder Autobiographie (Biography or Autobiography) | Mr. Clemens and Mark Twain von Justin Kaplan                                                                        |
| Dichtung (Poetry)                                           | Live or Die von Anne Sexton                                                                                         |
| Sachbuch (General Nonfiction)                               | The Problem of Slavery in Western Culture von David Brion Davis                                                     |
| Musik (Music)                                               | Quartet No. 3 von Leon Kirchner                                                                                     |